# Cột Đức Mẹ ở Podebrady

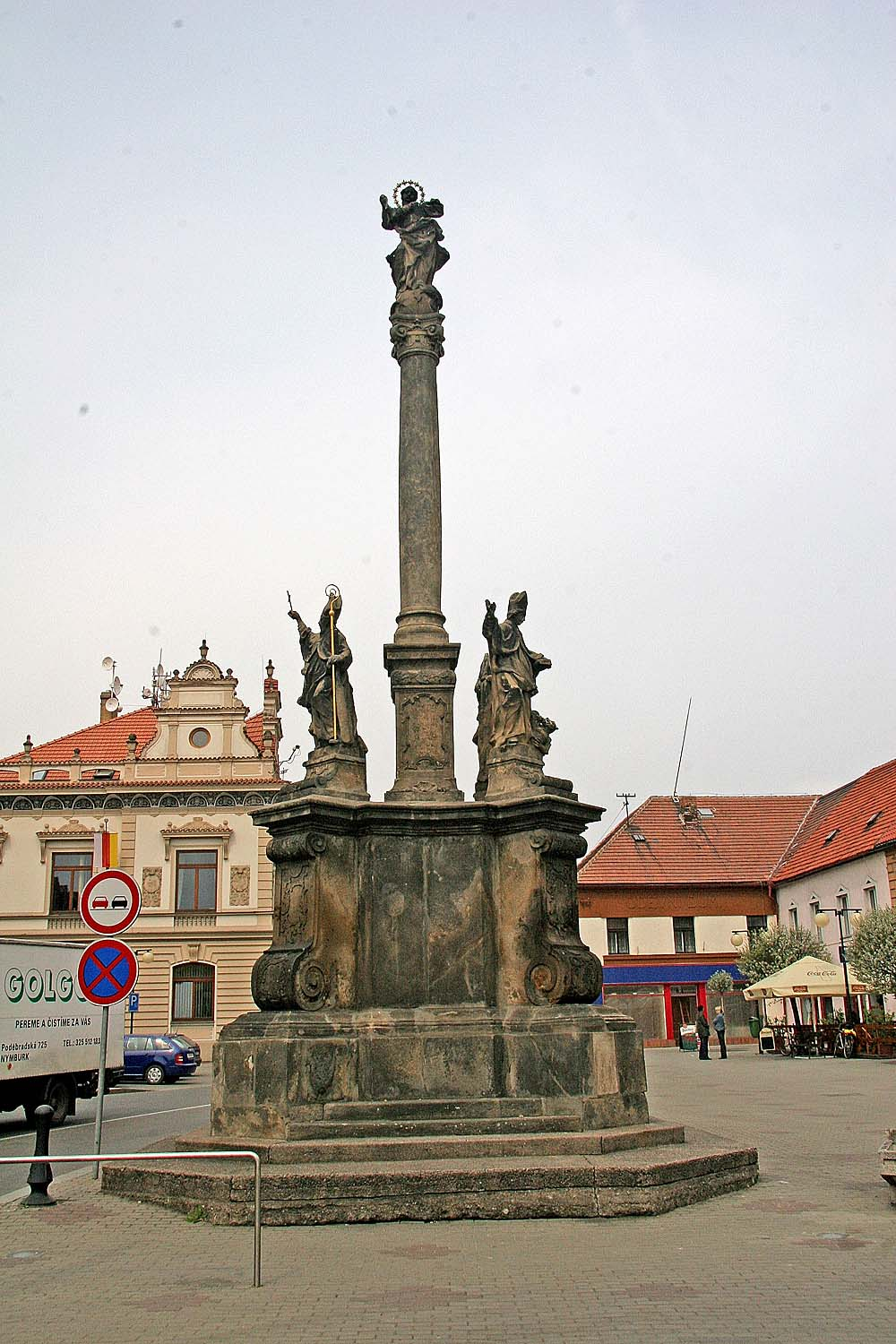
Cột Đức Mẹ ở Podebrady(2006)

Cột Đức Mẹ ở Podebrady (tiếng Séc: Mariánský sloup v Poděbradech) là một trong những tượng đài tôn giáo nổi tiếng về Đức Mẹ, tọa lạc ở quảng trường Jiřího tại thị trấn Poděbrady, huyện Nymburk, vùng Středočeský, Cộng hòa Séc. Tượng đài này có tên trong danh sách các di tích văn hóa của Cộng hòa Séc.

## Lịch sử
Cột Đức Mẹ được dựng lên ở quảng trường vào năm 1765, nhằm bày tỏ lòng biết ơn đối với Đức Mẹ vì Ngài đã gìn giữ người dân thị trấn Poděbrady vượt qua các trận dịch hạch chết người lúc bấy giờ (bùng phát tại thị trấn vào các giai đoạn 1712 – 1714 và 1747 – 1749). Theo Hrabětová, tác giả của tượng đài này là nhà điêu khắc địa phương Josef Bergmann. Tuy nhiên, tác giả của công trình này vẫn chưa được rõ ràng, vì thị trấn không lưu giữ các tài liệu liên quan. Cột Đức Mẹ được trùng tu vào các năm 1837 và 1896.

## Mô tả
Bức tượng bằng đá sa thạch ở trên đỉnh cột khắc họa hình ảnh Đức Mẹ Vô nhiễm nguyên tội. Phần bệ tượng đài được trang trí theo phong cách Rococo. Ở các góc của phần bệ là các tượng của 4 vị thánh: Thánh Wenceslas, Thánh Florian, Thánh Adalbert và Thánh Procopius.